# القرن الأمريكي
القرن الأمريكي هو وصف للفترة منذ منتصف القرن العشرين بأنها مهيمنة إلى حد كبير من قبل الولايات المتحدة من النواحي السياسية والاقتصادية والثقافية. وهو مشابه لوصف الفترة 1815–1914 بأنها القرن الإمبراطوري البريطاني. نما نفوذ الولايات المتحدة خلال القرن العشرين، ولكن أصبح مهيمنا بشكل خاص بعد نهاية الحرب العالمية الثانية، عندما بقيت قوتان عظميان فقط، الولايات المتحدة و‍الاتحاد السوفيتي. بعد تفكك الاتحاد السوفيتي في عام 1991، ظلت الولايات المتحدة القوة العظمى الوحيدة في العالم ، وأصبحت القوة المهيمنة، أو ما أسماه البعض القوة التي لا تضاهى.

## الخصائص المبكرة
بدءًا من نهاية القرن التاسع عشر، مع الحرب الإسبانية الأمريكية في عام 1898 و‍تمرد الملاكمين، بدأت الولايات المتحدة تلعب دورًا أكثر بروزًا في العالم خارج قارة أمريكا الشمالية. تبنت الحكومة الحمائية بعد الحرب الإسبانية الأمريكية لتطوير صناعتها المحلية وبناء البحرية، "الأسطول الأبيض العظيم ". عندما أصبح تيودور روزفلت رئيساً في عام 1901، سارع بتحول السياسة الخارجية بعيداً عن الانعزالية ونحو التدخل الأجنبي، وهي العملية التي بدأت في عهد سلفه ويليام ماكينلي.
على سبيل المثال، خاضت الولايات المتحدة الحرب الفلبينية الأمريكية ضد جمهورية الفلبين الأولى لتعزيز سيطرتها على الفلبين المكتسبة حديثا. في عام 1904، ألزم روزفلت الولايات المتحدة ببناء قناة بنما، وإنشاء منطقة قناة بنما. وجد التدخل تعبيره الرسمي في عام 1904 نتيجة روزفلت الطبيعية لعقيدة مونرو ، معلنا حق الولايات المتحدة في التدخل في أي مكان في الأمريكتين ، لحظة أكدت الهيمنة الإقليمية الناشئة للولايات المتحدة.
بعد اندلاع الحرب العالمية الأولى في عام 1914، اتبعت الولايات المتحدة سياسة عدم التدخل ، وتجنب الصراع في حين تحاول التوسط لإحلال السلام. وفي وقت لاحق زعم الرئيس وودرو ويلسون أن الحرب كانت بالغة الأهمية إلى الحد الذي اضطر الولايات المتحدة إلى إسماع صوتها في مؤتمر السلام. لم تكن الولايات المتحدة أبدا رسميا عضوا في الحلفاء ولكنها دخلت الحرب في عام 1917 كما وصفت نفسها بأنها "دولة مرتبطة". في البداية كان للولايات المتحدة جيش صغير، ولكن بعد تمرير قانون الخدمة الانتقائية، جندت 2.8 مليون رجل، وبحلول صيف عام 1918، كانت ترسل عشرة آلاف جندي جديد إلى فرنسا كل يوم. انتهت الحرب في عام 1919 بمعاهدة فرساي. ثم تبنت الولايات المتحدة سياسة الانعزالية، بعد أن رفضت التصديق على معاهدة فرساي لعام 1919 أو الانضمام رسميا إلى عصبة الأمم.